# 潮汐鐘

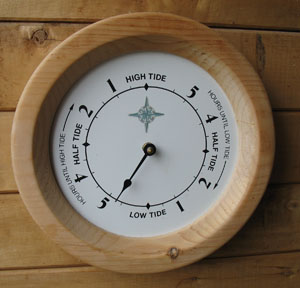
潮汐鐘

潮汐鐘是一種依據月球環繞地球的視運動特別設計的鐘。沿著海岸線的許多潮汐，都是太陽和月球聯合的潮汐，但是月球仍占了主要的成分（67%） 。
潮汐鐘的運轉依據月球潮汐高潮的時間間隔，12小時24分鐘的平均值。在鐘的底部標示為低潮，而在頂端標示為高潮，鐘錶盤面的左側標示距離大潮的小時數，由5小時倒數至1小時。在鐘面上有一根指針，在鐘的左面指示出還有多久漲到最大潮（月球潮）。鐘錶盤面右側標示的是距離低潮的時刻，也是由5小時到1小時的倒數計時，指出的數值也是月球潮的低潮時間。
有些潮汐鐘的指針顯示高潮或低潮是以倒數計時的，像是顯示已過高潮或低超一小時等。而當指針抵達潮汐的半途，對時間的計算會成為距離高潮或低潮還有一小時等。
潮汐在不同的地方有固定的超前或落後的現象，所以潮汐鐘都依當地的月球潮汐時間設置。這通常是很複雜的問題，因為潮汐的超前或落後的變化牽涉到陰曆，而太陽和月球的潮汐漲落是不同步的
月球和太陽的潮汐漲落在新月和滿月的附近是同步的（同時漲潮和退潮），而在上弦和下弦（半圓的月相）附近，這兩種潮汐是不同步的。設置潮汐鐘的最佳時刻是滿月或新月，這是因為這時兩種潮汐的聯合使漲落的現象最為明顯。
這兩種潮汐對沿著海岸線的變化都很重要，而簡單的潮汐鐘在弦月時對潮汐的預測仍是最可靠的。
潮汐的範圍是潮汐最高和最低之間的垂直距離，月球潮汐和太陽潮汐（週期間隔為12小時）的大小比較大約是2：1，但是確實的比例取決於海岸的位置、方向和形狀是海灘還是三角灣。在一些海岸線，太陽潮汐是維一重要的因素，因此潮汐的漲落週期是12小時，所以每天幾乎都在相同的時間漲潮和退潮。因為一般的潮汐鐘只跟蹤影響潮汐最主要的部分，而潮汐變化是各種不同因素聯合的影響，因此它們僅能準確的追蹤出潮汐中的一部分。完整的導航就需要使用編輯成冊的潮汐表或是使用電腦。